# Richard Engel (Admiral)
Richard Engel (* 27. Juli 1866 in Malchin; † 22. November 1954 in Marburg) war ein deutscher Vizeadmiral der Kaiserlichen Marine.

## Leben
Richard Engel trat am 21. April 1884 als Kadett in die Kaiserliche Marine ein und war bis 25. September 1884 in der Grundausbildung und auf der Niobe. Anschließend kam er bis 14. April 1885 an die Marineschule und von hier auf die Moltke und Mars und erneut von 1. Oktober 1887 bis 30. September 1888 an die Marineschule. Am 16. April 1885 war er Seekadett und zwei Jahre später Unterleutnant zur See geworden. Vom 1. Oktober 1888 bis 22. April 1890 kam er auf die Friedrich der Große. Er wurde dann Kompanieoffizier bei der III. Matrosen-Artillerie-Abteilung und blieb in dieser Kommandierung bis 20. April 1891. Anschließend war er als Wachoffizier erst auf der Jagd (bis 5. Oktober 1891), dann der Wacht (bis 31. März 1892) und später auf der Beowulf (bis 22. September 1892). Er kam als Adjutant bis 26. September 1893 zurück zur III. Matrosen-Artillerie-Abteilung. Es folgten weitere Kommandierungen. Am 12. April 1897 erhielt er seine Beförderung zum Kapitänleutnant.
Vom 3. August 1907 bis 23. November 1908 war er Kommandant der Leipzig und wurde in dieser Position am 27. Januar 1908 zum Fregattenkapitän befördert.
Am 27. März 1909 wurde er als Vorstand des Zentralressorts der Werft und Assistent des Oberwerftdirektors der Werft in Kiel Kapitän zur See.
Von Oktober 1911 bis August 1915 war er Kommandant der Rheinland. Im August 1915 nahm das Schiff am Vorstoß in die Rigaer Bucht teil. Anschließend war er, ab 17. Oktober 1915 Konteradmiral, bis Februar 1916 II. Admiral des I. Geschwaders. Von März 1916 bis September 1919 war er Oberwerftdirektor der Kaiserliche Werft Wilhelmshaven. Am 29. Oktober 1918 wurde er zum Vizeadmiral befördert und am 24. November 1919 aus der Marine verabschiedet.